# Мортенссон, Тони
То́ни Мо́ртенссон (швед. Tony Mårtensson; род. 23 июня 1980, Каликс, Норрботтен) — шведский хоккеист, нападающий. Чемпион мира 2006 года в составе сборной Швеции, двукратный обладатель Кубка Гагарина (2008/09 и 2014/15).

## Игровая карьера
В 2001 году Мортенссон был задрафтован клубом «Анахайм Дакс» в 7-м раунде драфта НХЛ (224-й номер). В сезоне 2003/04 сыграл шесть матчей, набрал 2 очка. С сезона 2004/05 выступал в Элитсериен за клуб «Линчёпинг», в сезоне 2007/08 стал лучшим бомбардиром по очкам и голевым передачам, получив приз «Золотой шлем» как MVP сезона. В КХЛ Мортенссон дебютировал в сезоне 2008/09, играя на правах аренды за «Ак Барс» в течение 10 месяцев и выиграв с ним Кубок Гагарина. Также с сезона 2010/11 по 2014/15 играл за «СКА», выиграв в сезоне 2014/15 второй Кубок Гагарина в карьере. 5 мая 2015 года перешёл в швейцарский «Лугано». Завершил карьеру 12 апреля 2020 года после двух сезонов в клубе «Альмтуна».

## Достижения

### Клубные
«Ак Барс»
- Обладатель Кубка Гагарина: 2009

СКА
- Обладатель Кубка Гагарина: 2015
- Обладатель Кубка Шпенглера: 2010

«Линчёпинг»
- Серебряный призёр чемпионата Швеции: 2007, 2008

### В сборной
Сборная Швеции
- Чемпион мира: 2006
- Бронзовый призёр чемпионата мира: 2009, 2010

Юниорская сборная Швеции
- Чемпион Европы: 1998

### Личные
- Участник матча звёзд КХЛ (2009, 2012).

## Статистика
| Легенда | Легенда                    | Легенда | Легенда                   | Легенда | Легенда    |
| ------- | -------------------------- | ------- | ------------------------- | ------- | ---------- |
| И       | Количество проведённых игр | Штр     | Штрафное время            | +/−     | Плюс-минус |
| Г       | Голы                       | П       | Голевые передачи          | О       | Очки       |
| -       | Статистика неизвестна      | —       | Статистика не учитывалась |         |            |